# Mugardos
Mugardos es un municipio español situado en la parte suroccidental de la comarca de Ferrol, en la provincia de La Coruña, en Galicia.

## Localización
En la costa del océano Atlántico, este municipio limita con los de Ares y Fene.

## Geografía humana

### Demografía
Cuenta con una población de 5195 habitantes (INE 2024).
| Gráfica de evolución demográfica de Mugardos entre 1842 y 2021                                                        |
| |
| Población de derecho según los censos de población del INE. Población de hecho según los censos de población del INE. |

## Parroquias
Parroquias que forman parte del municipio:
- Franza (Santiago)
- Mehá[3]
- Mugardos (San Xulián)
- Piñeiro (San Juan)

## Historia

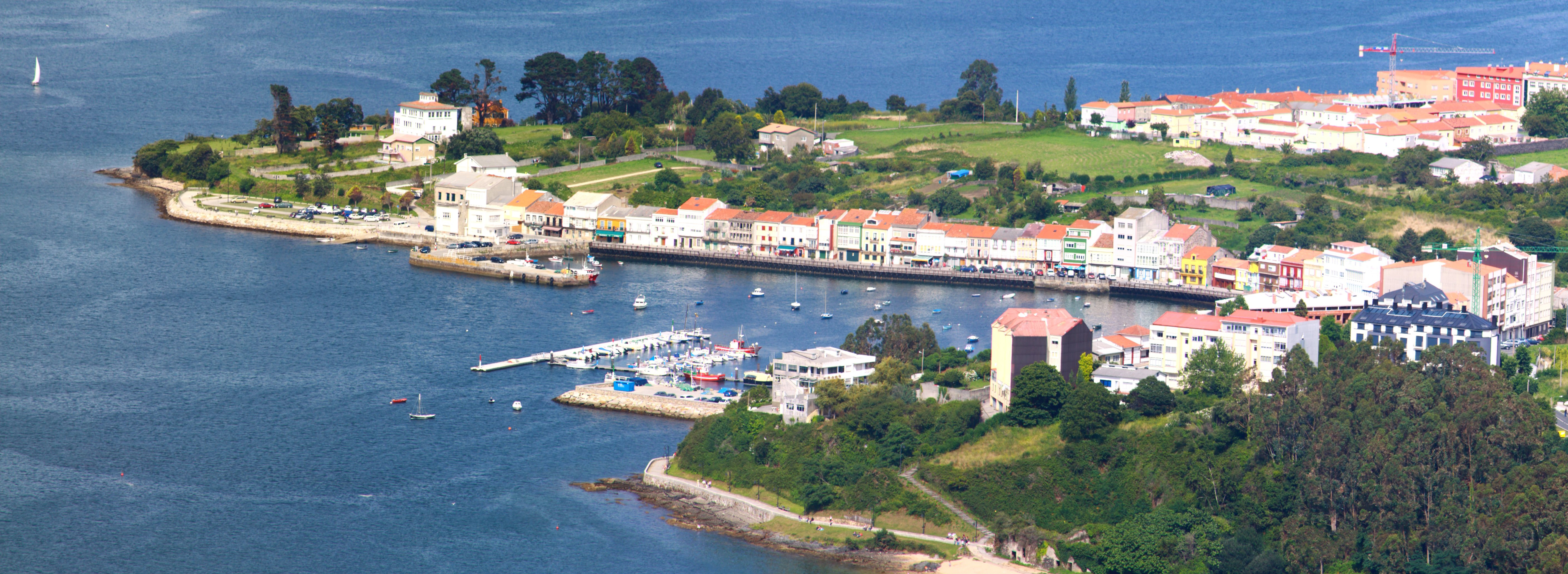
Mugardos.

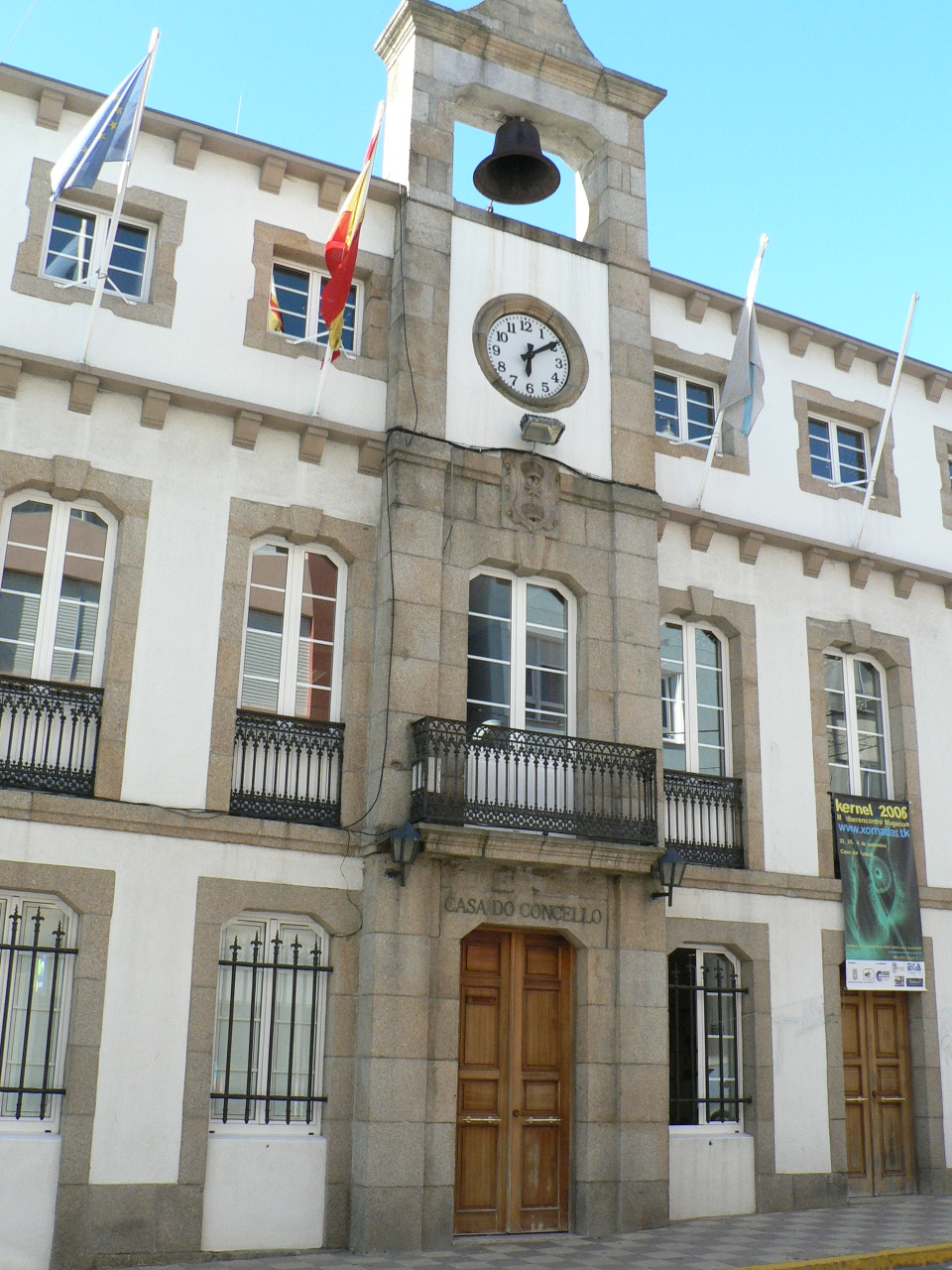
Ayuntamiento de Mugardos.

Los primeros documentos manuscritos que hablan de Mugardos ("Mogardos") datan de 1105, cuando la mitad de la villa pertenecía al Monasterio de Caaveiro. En otro documento de 1235 aparece un abad llamado Tenón como poseedor de la otra mitad.
Posteriormente, coincidiendo con el ascenso de la Casa de Andrade de la mano de Enrique II de Castilla, estas tierras pasan a ella. Fernán Pérez de Andrade funda el convento de Santa Catalina de Montefaro en 1393 y según un documento redactado en Caamouco, le entrega en 1397 "a vila de Mugardos e todos seus servizos e colleitas e tallas e tributos... e todos serventíos que soien façer para que o feçeren des i en deante ao dito moesteiro". A su vez los caballeros con casafuerte en Caamouco administrarían las torres de Franza y Boado.
La peste de 1404 llevó a los vecinos de Mugardos y el vecino pueblo de Ares a prometer el Voto de Chanteiro, romería anual a pie hasta Chanteiro. Esta tradición se mantuvo hasta 1839, año en que las autoridades eclesiásticas suspendieron el voto, dado que consideraban que la fiesta daba lugar a "escenas poco edificantes para la moral", con protestas de los vecinos de Ares y Mugardos, dicho Voto se mantiene hoy en día como festividad local compartida entre los dos municipios.
El gerente de Mugardos, Ramón Mariño da Barreira obtiene, después de un largo proceso, la liberación del señorío de Montefaro en 1805. Asimismo se le concede escudo municipal y el título de Real Villa.
En las proximidades de la población se encuentra situado el Castillo de La Palma -donde fue encarcelado el exteniente coronel de la Guardia Civil Antonio Tejero-, y el Castillo de San Martín del siglo XVI; entre este último y el de San Felipe se tendía una cadena que impedía la entrada a los navíos enemigos, actualmente en ruinas.

## Cultura

### Fiestas
- Día de San Julián, el 7 de enero: fiesta del patrón de Mugardos.
- Voto de Chanteiro, el Martes de Pentecostés: romería popular que celebran conjuntamente los ayuntamientos de Mugardos y Ares en la ermita de Nuestra Señora de la Merced en Chanteiro.
- Fiestas del Carmen, el fin de semana más próximo al 16 de julio: procesión marítima de la patrona de los marineros
- Fiesta del Pulpo, Fiesta de Interés Turístico de Galicia, 2º sábado de julio, degustación gastronómica de pulpo a la mugardesa y empanada de pulpo, también conocida como "Festa do Polbo" (Fiesta del Pulpo en castellano).

## Gastronomía
El plato más famoso de la localidad es el pulpo a la mugardesa, que tiene una fiesta a mediados de julio.

## Deportes
Cuenta con un equipo de fútbol, la Sociedad Deportiva Cultural Galicia de Mugardos, fundada en 1953.
Cuenta con un club náutico que se denomina "Club del mar".